# Behind the Scenes (film)
Behind the Scenes è un cortometraggio muto scritto e diretto da David W. Griffith e prodotto dall'American Mutoscope and Biograph Company; è conosciuto anche con il titolo Behind the Scenes: Where All Is Not Gold That Glitters.
Il film uscì l'11 settembre 1908. Tra gli interpreti, Florence Lawrence e Gladys Egan.

## Trama
Una donna, per provvedere alla figlioletta malata, lavora come ballerina. Una sera, mentre si sta esibendo, ha la visione della figlia in punto di morte. Si precipita a casa, ma arriva troppo tardi.

## Produzione
Il cortometraggio fu prodotto dall'American Mutoscope and Biograph Company.

## Distribuzione
Il copyright del film, richiesto dall'American Mutoscope and Biograph Co., fu registrato il 29 agosto 1908 con il numero H115211.
Il film uscì nelle sale l'11 settembre 1908, distribuito dall'American Mutoscope and Biograph Company.
Non si conoscono copie ancora esistenti della pellicola che viene considerata presumibilmente perduta.